# ESWAT: City under Siege
ESWAT Cyber Police: City under Siege — видеоигра в жанре платформер, разработанная и изданная компанией Sega Enterprises для игровых платформ Sega Mega Drive/Genesis и Wii Virtual Console, а также для операционной системы Microsoft Windows. Является версией аркадного скролл-шутера 1989 года Cyber Police ESWAT.
С 2010 года игра доступна в составе сборника SEGA Mega Drive and Genesis Classics для платформ Linux, macOS, Windows, с 2018 — PlayStation 4, Xbox One и Nintendo Switch.

## Сюжет
Будущее. Могущественная организация под названием «E.V.E» собирается захватить контроль над городом Сайлент-сити. Ей противостоит городская полиция — Cyber Police. Для борьбы с преступностью был создан экспериментальный роботизированный экзоскелет, снабжённый тяжёлым вооружением. Одному из офицеров полиции с помощью этого устройства предстоит зачистить город от преступников и добраться до главаря «E.V.E».

## Геймплей
Игра представляет собой платформер с боковым сайд-скроллингом, двухмерной графикой и уровнями-локациями (город, химический завод, лаборатория, секретная база и др.). На них присутствует множество врагов (преступников и роботов), а в конце находится босс — большой робот или экзоскелет, управляемый врагом.
Главный герой вооружён пистолетом и имеет небольшой запас здоровья. Начиная с третьего уровня он появляется в «экзоскелете», что делает его атаки более ощутимыми для противников, а сам он становится менее уязвимым. Одновременно возрастает и сложность игры. Экзоскелет оснащён стандартным пулемётом, а также плазменной пушкой и ракетами, боеприпасы к которым можно получить в ходе уровня.
Полезные предметы в игре увеличивают уровень здоровья героя (частично или полностью) и служат для пополнения боезапаса экзоскелета; они появляются после уничтожения врага.

## Оценки
Игровые журналы PC Power Play и Mean Machines оценили версию для Sega в 75 и 87 баллов из 100 соответственно. В целом игра получила достаточно высокие оценки.